# Marché Bogyoke
Cette page contient des caractères spéciaux ou non latins. S’ils s’affichent mal (▯, ?, etc.), consultez la page d’aide Unicode.

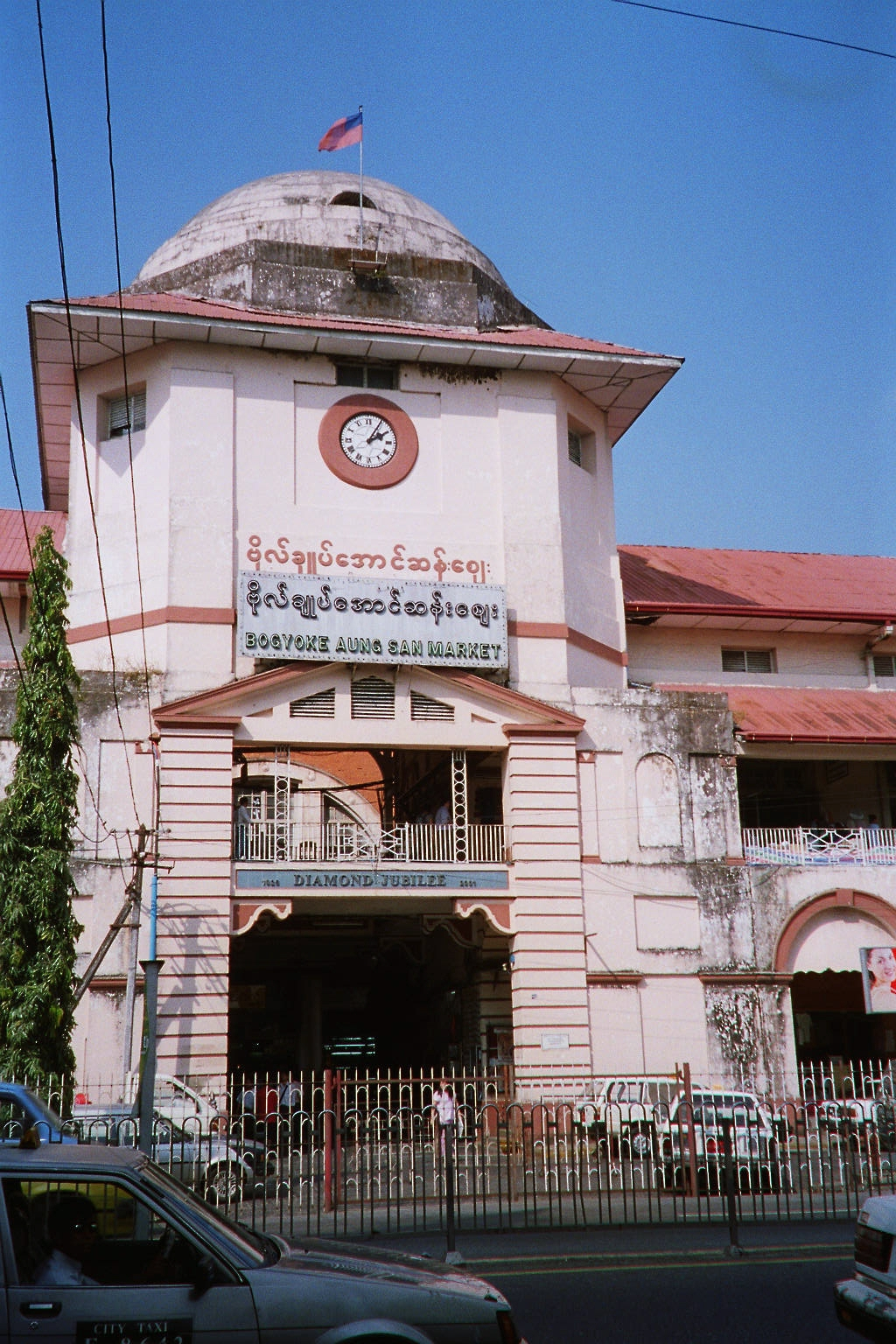
Une des entrées du marché

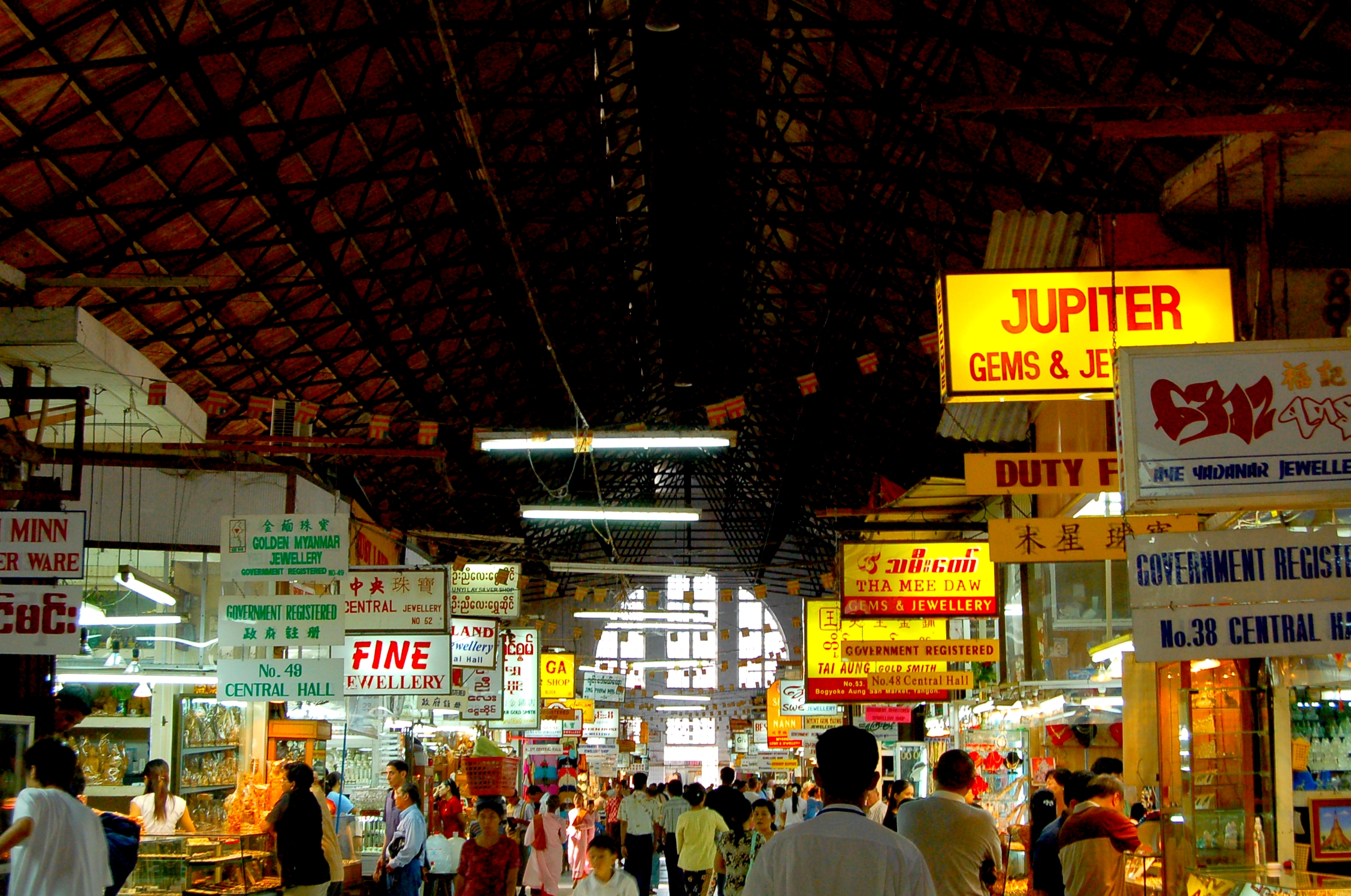
Vue de l'allée des bijoux

Le marché Bogyoke Aung San (en birman : ဗိုလ္ခ်ဳပ္ေအာင္ဆန္းေစ်း), encore connu sous son nom colonial, Scott Market (que les birmans prononcent sa-kor-zéï), est un grand bazar et marché dans le centre-ville de Rangoon, ancienne capitale de la Birmanie.
Construit par les Britanniques en 1926, il est connu pour son architecture coloniale et ses ruelles intérieures pavées. Il fut nommé d'abord en honneur de James George Scott, un fonctionnaire célèbre surtout pour avoir introduit le football dans le pays. Après l'indépendance de la Birmanie en 1948, il fut renommé en honneur du Bogyoke (général) Aung San, mais beaucoup de Rangonites continuent à l'appeler par son nom colonial.
Le marché abrite beaucoup de commerces, la plupart attirant les touristes. Il y a aussi des commerces d'antiquités qui vendent des vieilles pièces de monnaie, des timbres-poste et des médailles ; ces commerces se trouvent au rez-de-chaussée et au premier étage. Au centre du marché on trouve des vendeurs de joaillerie (jade, rubis, et d'autres pierres précieuses). Pour le reste, on trouve des galeries d'art, des commerces d'artisanat, des restaurants et des commerces de vêtements.
Une extension du marché a été construit en face, de l'autre côté de la rue du Marché Bogyoke. On y trouve des commerces attirant la population locale : on y vend des médicaments, des aliments, des vêtements pas chers et des produits étrangers.

### Source
- (en) Cet article est partiellement ou en totalité issu de l’article de Wikipédia en anglais intitulé « Bogyoke Market » (voir la liste des auteurs).